# IC 2704
IC 2704 ist eine Spiralgalaxie vom Hubble-Typ S? im Sternbild Löwe am Nordsternhimmel. Sie ist schätzungsweise 617 Millionen Lichtjahre von der Milchstraße entfernt.
Das Objekt wurde am 27. März 1906 von Max Wolf entdeckt.